# Іда Фройнд
Іда Фройнд (нім. Ida Freund; 15 квітня 1863, Відень — 15 травня 1914, Кембридж) — австрійський хімік XIX століття. Перша жінка-викладач хімії в історії університетів Великої Британії. Відома своїм впливом на викладання природничих наук, особливо серед жінок та дівчаток. Написала два підручники з хімії та винайшла газову вимірювальну трубку, названу в її честь; їй також належить ідея випічки «періодичної таблиці кексів».

## Біографія
Іда Фройнд народилася 15 квітня 1863 року в Австрії; після смерті матері вона переїхала жити до своїх бабусі і дідуся у Відень. У 1881 році, після смерті бабусі і дідуся, вона переїхала в Англію, де оселилася в родині свого дядька і опікуна скрипаля Людвіга Штрауса. Іда поступила в Гіртон-коледж незважаючи на те, що раніше вона володіла англійською мовою лише на шкільному рівні. Потім Фройнд стала викладачем хімії Кембриджського коледжу для жінок, а рік по тому — працювала у коледжі Ньюнгем в Кембриджі асистентом-демонстратором хімічних дослідів. У 1890 році Фройнд отримала підвищення, зайнявши посаду викладача кафедри хімії: це було перше у Великій Британії призначення жінки повноправним лектором. Крім того, вона була помічницею в адміністрації самого коледжу Ньюнгем, а потім — членом його ради .
Спеціалізація Фройнд на викладанні хімії залишила їй трохи часу на дослідницьку роботу — вона не отримала ні ступеня магістра, ні доктора. Фройнд, в той же час, була відповідальна за лабораторну підготовку своїх учнів, багато з яких приходили до коледжу, практично не володіючи базовими хімічними навичками.
Оскільки Іда втратила ногу під час велосипедної аварії в дитинстві, для пересування вона була змушена використовувати тростину, протез або інвалідний візок. Фройнд була активною феміністкою і прихильницею виборчого права для жінок. Вона померла в своєму будинку в Кембриджі 15 травня 1914 року, після операції; до останніх днів життя Фройнд продовжувала працювати над своєю другою книгою.

## Роботи і критика
Іда Фройнд опублікувала єдину статтю («Вплив температури на зміну обсягу при нейтралізації низки солей при різних концентраціях») і два підручники з хімії: «Вивчення хімічного складу» (1904, перевиданий в 2014) та «Експериментальні основи хімії» (опублікований посмертно, в 1920). У передмові до посмертного видання його редактори А. Гатчінсон і Мері Беатріс Томас писали, що «міс Фройнд намагалася донести до інших вчителів свої погляди на те, яким чином учням можна було б допомогти зрозуміти, що хімія це наука, заснована на експерименті; що хімія — це логічна інтерпретація експериментів, узагальнення яких призводить до хімічних законів». Обидві книги Фройнд широко цитуються досі.
Фройнд також винайшла елемент газомірні трубку (газовий лічильник), названу її честь .

## Викладання

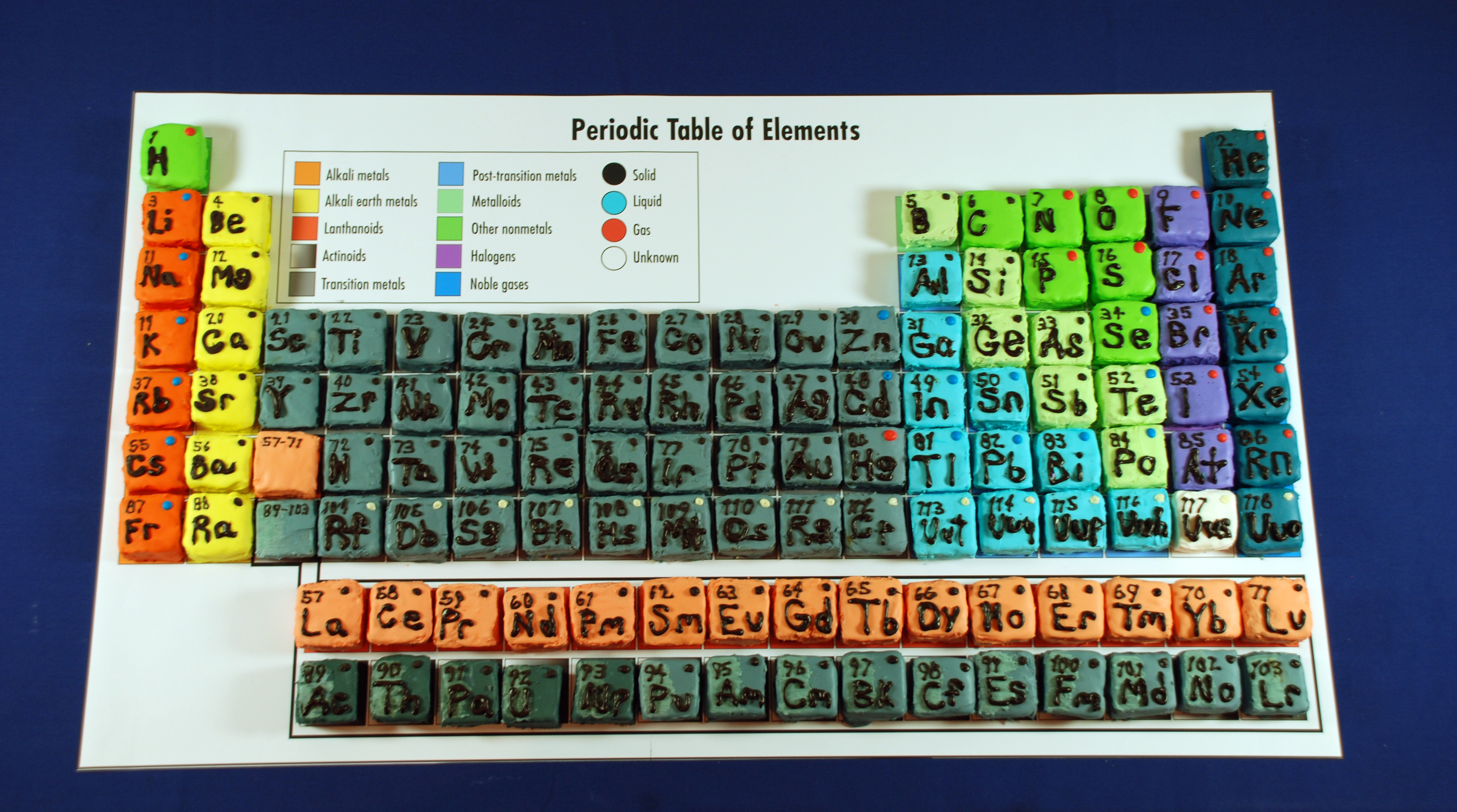
«Періодична система кексів»: кекси були випечені Дженніфер Маккаферті з JPM Catering в першу річницю відкриття музею Фонду хімічної спадщини у Філадельфії (2011)

Іда Фройнд була відома своєю увагою до наукової освіти і, зокрема, до вдосконалення викладання природничих наук в школах для дівчаток. Вона написала підручники і організувала семінари для жінок-вчителів . Фройнд експериментувала з різними формами навчання, віддаючи перевагу підходу Вільгельма Оствальда, в якому «основні факти хімії передаються в формі діалогу між вчителем і учнем». Вона активно наполягала на тому, щоб її учні та учениці читали оригінальні дослідження і перевіряли достовірність раніше опублікованих робіт — цей революційний для свого часу підхід був причиною для її критики з боку низки сучасників. «Фройнд відчувала страх перед бездумним експериментуванням і алогічним мисленням. Вона відчувала, що багато, що називається „навчанням“ в науці, має мало відношення до наукових методів і має, скоріше, виховне значення».

### Періодична таблиця у вигляді кексів
Фройнд була першим викладачем хімії, яка випекла набір кексів відповідно до елементів періодичної таблиці. Вона використовувала їх як навчальний посібник в своєму класі. Інструкції для сучасних версій «періодичної таблиці кексів» від Фройнд можна знайти і сьогодні.

## Пам'ять
У квітні 1998 року лабораторія Іди Фройнд в Ньюнгемі була відновлена у вигляді її меморіалу. Також був створений меморіальний фонд її імені — його метою є підвищення викладацького рівня жінок в галузі фізичних наук. Заснована меморіальна премія імені Іди Фройнд для студентів Ньюнгем-коледжу; крім того, Гіртон-коледж присуджує премію імені Іди Фройнд своїм студентам-фізикам «за першокласні академічні досягнення».